# Танхайм (Вюртемберг)
Танхайм (нем. Tannheim) — община в Германии, город земельного подчинения, расположен в земле Баден-Вюртемберг.
Подчиняется административному округу Тюбинген. Входит в состав района Биберах. Население составляет 2331 человек (на 31 декабря 2010 года). Занимает площадь 27,68 км².

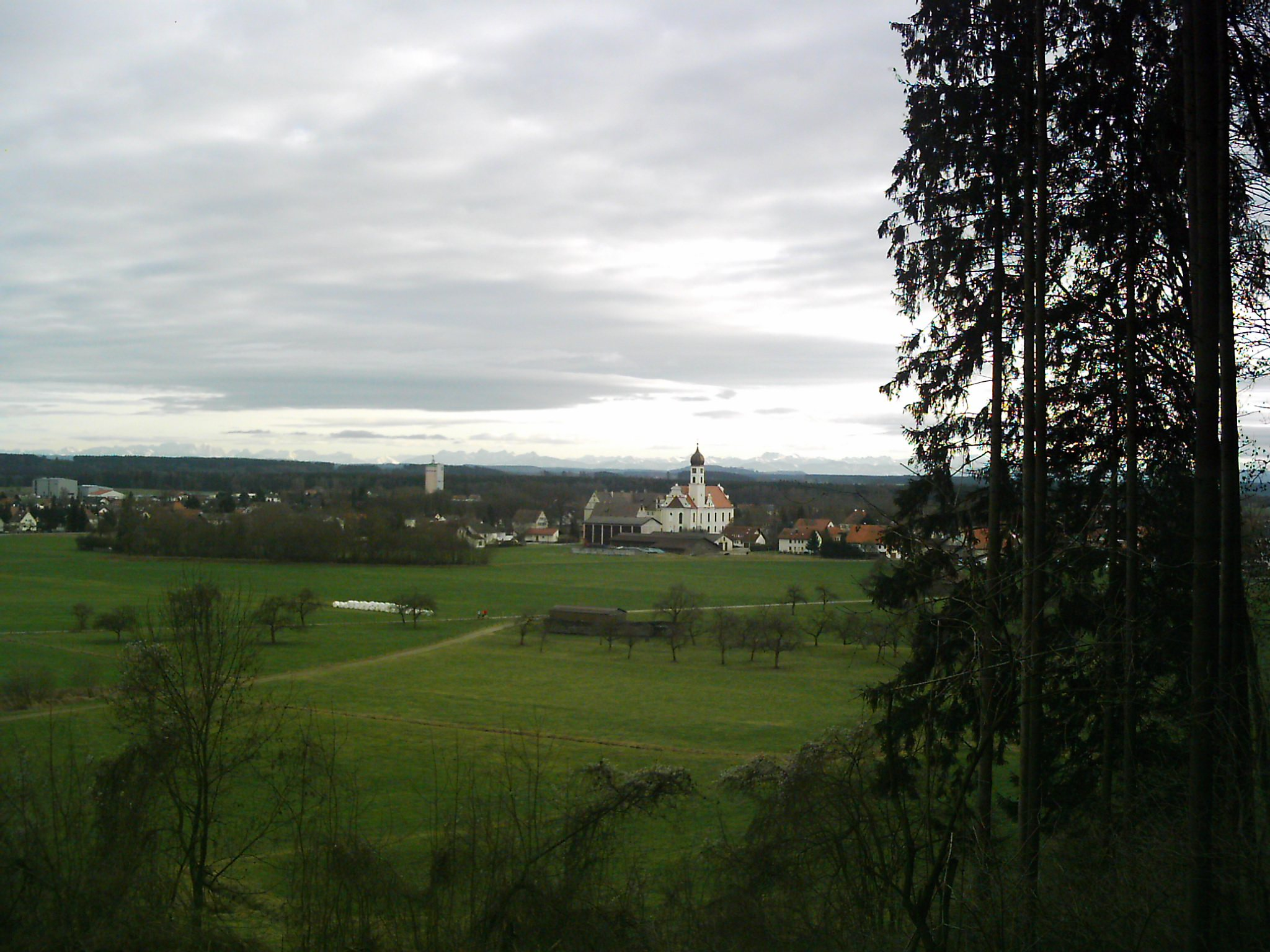
Танхайм (Вюртемберг)